# 橋口真希
橋口真希（はしぐち まき、1980年1月17日 - ）は、日本のMC、ラジオDJ、パーソナリティ。熊本県を拠点に活動している。

## 人物
熊本県熊本市出身。J2ロアッソ熊本 2010シーズンスタジアムDJアシスタントを務め、2011シーズンはラジオ中継FM791ロアッソくまもとヴィクトリーラジオ実況アシスタントとして活動。地元女子サッカークラブ益城ルネサンス熊本フットボールクラブのファン感謝イベント等にも呼ばれるなど、熊本のサッカーシーンで活動。
Bar JAIL presents THE BRIDGE、JCN熊本 白山通りくまもと○仮、Uラジくまもと など番組MC、イベントMC、ラジオパーソナリティなど多彩に活動する。
熊本県議会議員のはしぐち海平は実の兄。

## エピソード
- 小さい頃宇宙人にさらわれ、腕に発信機が埋めてあると語ったことがある。
- アメリカの大学に進学し、英語が堪能である事から、ゲスト通訳を行ったりしている。
- 趣味でハワイアンフラダンスを行なっている。
- 将来、ハワイに移住し、豆腐屋さんを開業したいらしい（ツイ生熊本第4回目の放送中に発言）。
- Uラジくまもとの番組内でケイ・グラントが電話出演した際、その声に惚れ込まれ、その後も同士にかわいがられている。
- 2006九州モーターショーin熊本でMAZDAブースMCを務めた。この時、地元出身MCは全メーカーの中でただ一人。
- 2011年7月29日放送の3rd Place Time（エフエム熊本）ではハワイアナリストとしてハワイの音楽を歴史などの話を交え紹介（パーソナリティを務める高橋よしえとはプライベートでも交遊が深い）。

## 現在の出演
- FM791ロアッソくまもとヴィクトリーラジオ（熊本シティFM）
- Uラジくまもと
- Bar JAIL Presents THE BRIDGE